# Reformzsidóság
A reformjudaizmus  vagy más nevein reformzsidóság vagy liberális judaizmus vagy progresszív judaizmus egy jelentős zsidó mozgalom, amely az etikai szempontok fontosságát hangsúlyozza a szertartásokkal szemben, valamint a folyamatos kinyilatkoztatásba vetett hitet. Egy olyan mozgalom, amely számos hagyományos zsidó hiedelmet, törvényt és gyakorlatot módosított vagy elhagyott annak érdekében, hogy a vallást a modern világ megváltozott társadalmi, politikai és kulturális feltételeihez igazítsa. A mozgalom szembeállítja magát az ortodox judaizmussal azáltal, hogy megkérdőjelezi a (héber) Bibliában és bizonyos rabbinikus eredetű könyvekben (pl. Talmud) lefektetett rituálék, törvények és szokások kötelező erejét. Ma a világon a második legnagyobb zsidó vallási közösség az ortodox judaizmus után, de az amerikai kontinensen a legnagyobb.
Eredete a 19. század eleji Németországban kezdődött, és Abraham Geiger, Samuel Holdheim, David Einhorn és más rabbikhoz vezethető vissza. Moses Mendelssohn német–zsidó teológus működését követő időszak azon mozgalmának (irányzatának) elnevezése, amely a zsidók politikai egyenjogúságának elnyerésén kívül vallási, különösen pedig Istentiszteleti újításokra törekedett, és ebben tekintetben messze túlment azon a határon, amelyet a liberális zsidóság aránytalan nagy többsége bárhol követett volna.

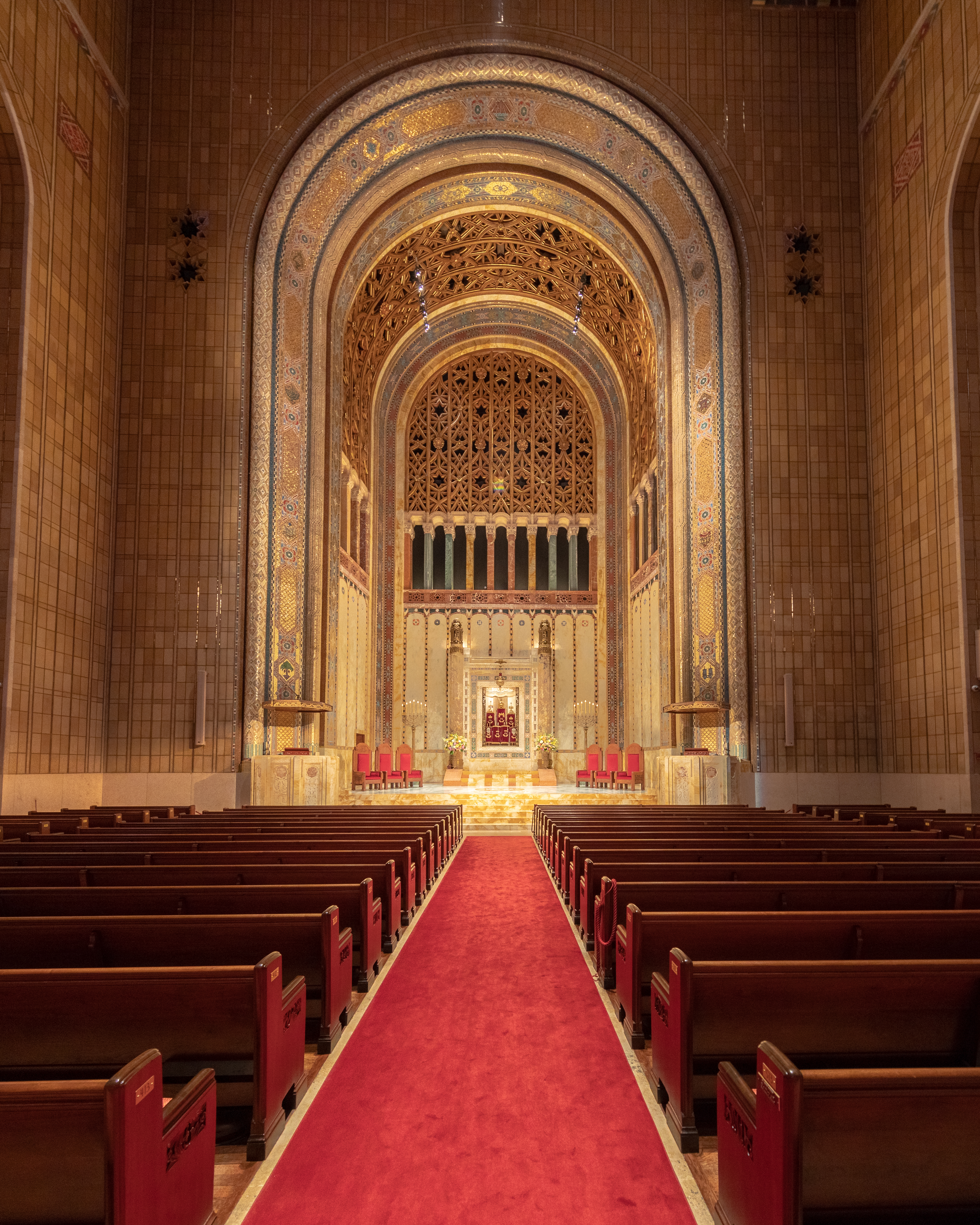
A New York-i Congregation Emanu-El reformzsidó zsinagóga; a legnagyobb a világon

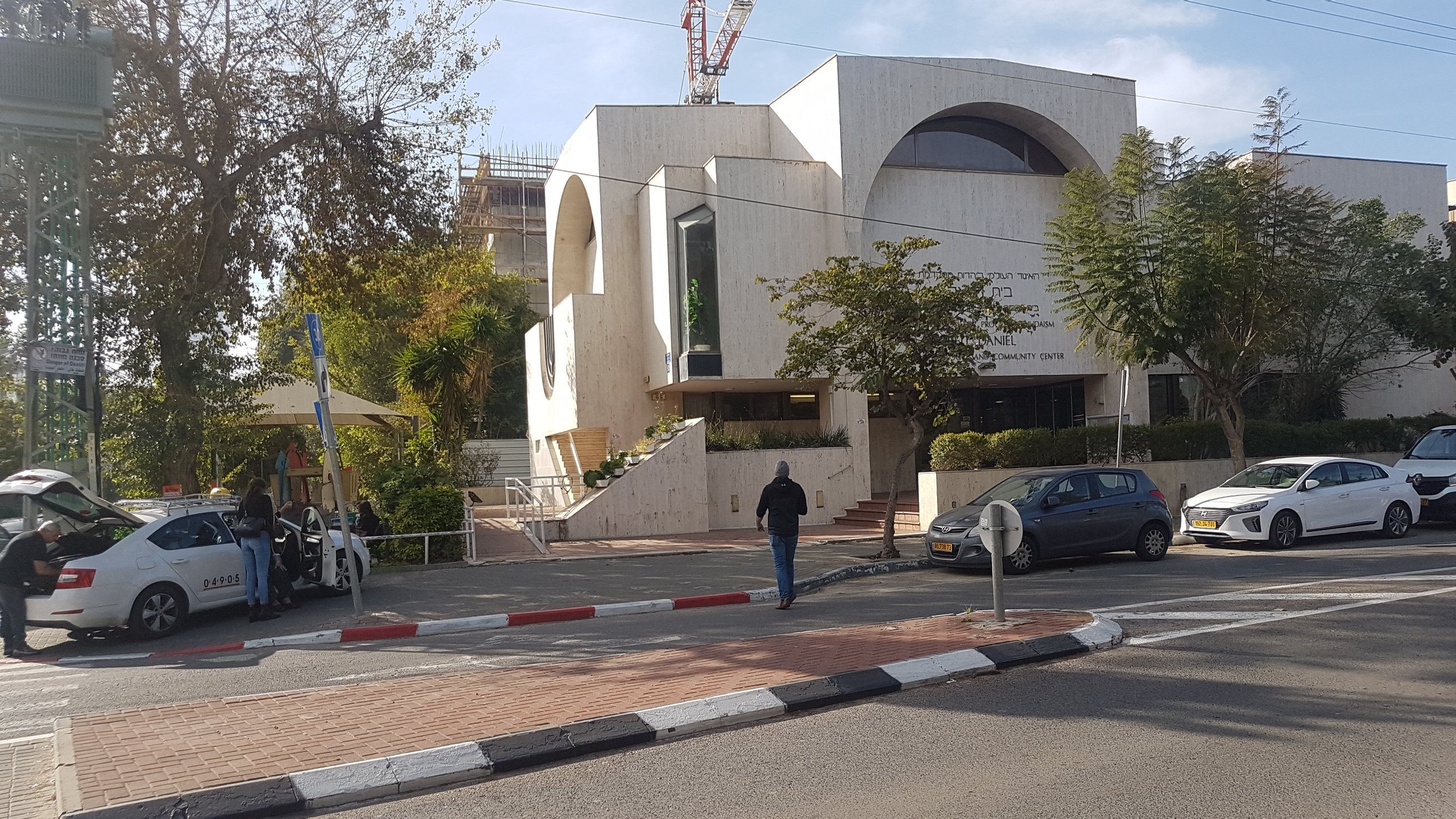
Az izraeli reformzsidó Beit Daniel közösség épülete

## Története
A reformzsidóság keletkezési helye a Német-római Császárság volt, de már igen korán átszármazott az Egyesült-Államokba, később pedig Angliába is. Mindenütt csupán kisszámú frakciót alkotott a zsidóságon belül, és hitközségeit az anyahitközségtől sehol sem különítette el, kivéve Amerikát, ahol csakis különálló hitközségek voltak. De még elkülönültségében is a zsidóság más törekvéseiből sohasem vonta ki magát, és működése kizáróan szertartási önállóságra szorítkozik. Eredetileg a gettó összes hagyományai, de éppen úgy az eredeti zsidó hagyományok ellen is fordult és az Istentisztelet modernizálására, a liturgia megrövidítésére, és a kegyeleti tárgyak mellőzésére törekedett. Ilyen alapon hagyta el pl. Magyarországon Chorin Áron aradi rabbi a Kol Nidrét, amelyet Zsoltárral pótolt. Ezt valamennyi reformközség temploma megfontolatlanul követte. Éppen így elhagyták a babiloni korszakból eredő arámi nyelvű imákat, továbbá a liturgiába kegyeletből felvett, de korántsem kötelező pijutokat, a középkori üldözések alatt szerzett vallásos költeményeket. Ehelyett a szónoklatnak, az orgona mellett működő vegyes énekkaroknak az anyanyelven elmondott imáknak juttattak nagyobb szerepet. Ők vezették be a konfirmációt, de néhol a szombati Istentiszteletet vasárnapra helyezték át (Berlin reformzsidósági templomában), és a rituális vágást, valamint a tisztátlannak minősített állatok élvezetének tilalmát mellőzték. Egyik fő céljuk volt a világi és modern ismeretek megszerzése, és a teológusok modern kiképeztetése.
Az 1830-as években még nem állandósultak a későbbi és szórványosan jelentkező túlzásaik, és éppen ezért a modern zsidó teológusokat is híveik közé számították, úgyszintén a világiakat; előbbiek közt voltak Zunz, Chorin, Holdheim, Geiger A., Phillipson L., stb.; utóbbiak között Riesser Gábriel, a német zsidóság emancipációjának előharcosa, Jost, a történetíró stb. Az első reform-hitközségek, amelyek önálló templomot létesítettek, Hamburgban, Frankfurtban, és Berlinben voltak. De az egész németül és az országuk nyelvén beszélő zsidóság körében, mindenütt reform-községnek minősítették azokat, amelyeknek templomaiban élőnyelvű hitszónoklatot tartottak, így a bécsi és pesti, a nagykanizsai és szegedi stb. templomokat is. Nézeteik a reform-zsidókat korán ellentétbe hozták nem csupán az ortodoxiával, amely természetesen egészében elvetette az irányzatot cselekdeteit, hanem a tradíciókat tisztelő modern zsidóság kiválóságaival is. Egyik legjelentékenyebb ellenfele a mozgalomnak Frankel Zachariás, a breszlaui rabbiszeminárium első rektora, kiváló zsidó teológus volt, és működőse a reformzsidósággal szemben a legmélyebb hatást érte el. Orthodox részről a modern tudással nagymértékben rendelkező Hirsch Samson Raphael és Hildesheimer Izrael rabbik küzdöttek eredményesen a reformmozgalom ellen, de különváltak attól a progresszív zsidóság legkiválóbbjai, így Geiger, Phillippson, Jellinek stb. is. A reformzsidóság mozgalmának első fázisa azzal az eredménnyel járt, hogy a zsidóság többsége éppen a középutat választotta, és számos, külsőségekre vonatkozó szokást átvett ugyan a reformzsidóságtól, de anélkül, hogy akár az Istentiszteletben a liturgián, akár a tradíciókon lényegesen változtatott volna. A középúton haladó izraelita többség templomaiban ugyan világszerte az anyanyelven tartották a hitszónoklatokat, a zsinagóga külső és belső ünnepélyességét igyekeztek esztétikai szempontból is növelni, de a reformzsidóság túlzásait mindenütt elvetették, és a liturgiából is csupán a kötelező erővel sohasem bíró részeket hagyták el.

## Jellemzői
Az eredeti különbségek közt, amelyek szellemileg megvoltak, igen fontos volt a Palesztina visszaszerzését remélő, és a nemzeti Messiást váró orthodox zsidóság álláspontja, amellyel szemben a reformzsidóság kizáróan a saját hazáját akarta lelkileg is szolgálni. Ezért kezdetben a reformzsidóság a liturgiából mindazon részeket törölte, amelyek a Messiás eljövetelére céloztak. Éppen így elvetették az egész szóbeli hagyományt, mint elavultat, és vele együtt a mózesi törvények legnagyobb részét – a zsidó tudományos iratok helyébe pedig a modern filozófiát tették. Annál inkább jellemző, hogy ezeket a kísérleteket a reformzsidóság tartósan sehol sem tudta megvalósítani, főképpen nem a szombat áthelyezését. A messianizmus hitét sem tudta eltölrni, mert a XIX. század végén jelentkező cionizmus a reformzsidóság táborából feltűnően sok kiválóságot hódított, így Herzlt magát, Nordaut, Fr. Oppenheimert. Oppenheimer állásfoglalása annál jellemzőbb volt, mert édesapja, Julius Oppenheimer olyan reform-hitközség rabbija volt, amelyik az összes rituálékat elvetette, és a szombatot vasárnapra helyezte. Észak-Amerikában a cionizmus propagálói és apostolai sok esetben szintén a szélsőséges reformzsidóságból kerültek ki. Itt még az is jellegzetes, hogy sok kiváló zsidó teológus éppen a reformzsidósághoz tartozik.
A reformzsidóság tanai röviden abban foglalhatók össze, hogy:
- az a zsidóságot adottságnak veszi, nem pedig veleszületett, kötelező erővel bíró hitnek;
- elveti a dogmatizmust, illetve azt, amit ő ennek vél, miután a zsidóságnak a monotheista hitbevalláson kívül más dogmája nincs;
- elveti a messiási hitet s a zsidóságot, amely igazságosságot és az egész világon jótékonyságot gyakorol, a próféták utódainak és a messiási gondolat megtestesülésének tartja. Ez alapon a tökéletességre való törekvés és a józan földi élet a zsidóság célja.
- megtartja a zsidó Egy-Isten hitét, minden dogmatikus magyarázat nélkül,
- hisz Izrael kiválasztottságában,
- miután a kaszt-papságot elveti, hisz a papok-népében;
- hisz abban, hogy éppen azért mert kiválasztott nép, morális kötelességeit fokozottabb mértékben kell teljesítenie;
- hisz az emberek tökéletes egyenrangúságában Isten előtt;
- nem tekinti a gálutt, a diaszpórát Isteni csapásnak, hanem a Gondviselés akaratának, amely Izraelt közelebb hozta a többi népekhez,- Izrael történetének végcéljául pedig nem a nemzeti újjáéledést, hanem azt a tökéletes harmóniát tekinti, amelyben Izrael Isten szeretetében a többi emberiséggel egyesülten működhetik;
- elveti a reformzsidóság a veleszületett bűn gondolatát, amely egyébként távolról sem zsidó dogma, hanem éppen a pauliánus-keresztény egyházaké;
- elveti a körülmetélést, és a házassági jognak szerinte elavult szabványait.

Ezen az új hitvalláson és a fent említett liturgiai újításon kívül a 20. században, főképpen Amerikában nagy számmal levő szélső reformzsinagógák feltűnően és csodálatosan erős zsidó érzésű liturgiáiban még több újítás szerepelt, ilyenek: 
- az áldozási szimbólumot tartalmazó muszaf-ima pótlása bűnbánó Zsoltárokkal,
- a Tóra felolvasás nem szakaszonként, hanem egyhuzamban és felhívások nélkül történik;
- továbbá megszüntették a templomokban a férfiak és nők elkülönítését,
- megszüntették a duchant, vagyis a papi (kohanita) áldást és
- megszüntették a minjant, a tíz hívőhöz kötött Istentiszteletet,
- megszüntették a talliszt, a tefillint, és a kittelt.
- az almemert a frigyszekrény közvetlen közelében helyezték el.

## 20. századi története
A péntek esti Istentiszteletet szigorúan megtartották, és azok a reform-zsinagógák sem hagyták el, amelyek vasárnap is tartottak ünnepi Istentiszteletet. Az újítás arra törekedett, hogy gyakrabban tartsanak ájtatosságokat, és ebben alkalmazkodtak a polgári szünetekhez, anélkül, hogy a szombat szent jellegét elvileg csökkentették volna. A reformzsidóságnak az Amerikai Egyesült Államokban hatalmas zsinagógáik épültek, így New-Yorkban, Baltimoreban, Cincinnatiban, Chicagóban és más városokban. Az ottani reformzsidóság a zsidóság minden filantróp ügyében a legmesszebbmenő módon tevékenykedett. Létezésük az 1840-es évekig megy vissza, és első kimagasló vezéreik a németországi származású Einhorn Dávid rabbi, az oroszországi Lilienthal rabbi, a magyarországi Isaac Wise New York-i és Szold baltimorei rabbik voltak. Liturgiájukat Einhorn D. állította össze, majd Szold pótolta. A nők része a mozgalomban igen jelentékeny volt. 20. századi kimagasló egyéniségei közt több kiváló teológus is szerepelt, így Emil J. Hirsch rabbi, chicagói egyetemi tanárt, a rabbinikus irodalom kiváló ismerője, Kaufmann Kohler rabbi, vallásszemináriumi tanár, perzsiai nagykövet, Stephen Wise rabbit, a mozgalom legjelentékenyebb vezetője. Németországban a 20. század első felében ismét erősödött a reformzsidóság, azonban továbbra is szigorúan megmaradt az anyahitközségek keretén belül, és csupán templomaiban vált külön.
1928 augusztusában a reformzsidóság vezetői internacionális gyűlést tartottak Berlinben, amelyen Sir Claude Montefiore, londoni filantróp és jelentékeny zsidó teológus elnökölt; míg női részről a vezetést Lily Montagu látta el. A gyűlés a modern korhoz való teljesebb alkalmazkodás szükségességét hirdette, de arra a modern zsidóság tradícióhoz hű árnyalatait is meghívta. Az elmondottakon túlmenő különbségek itt sem merültek fel, sőt a kölcsönös közeledés és a reformzsidóság régebbi túlzásainak elhagyása, másrészt a progresszív zsidóságnak a reformzsidóság némely hasznos újításához való közeledési szándéka volt az eredmény. Ebben azonban sem a szombat, sem egyéb kimagasló tradíciók és vallási törvények elhagyása nem foglaltatott benne.

## Reformzsidóság Magyarországon
Magyarországon az 1840-es években, majd 1848-ban Horn Ede tábori lelkész kezdett reformmozgalmat, ez azonban rövid életű volt. Az 1880-as évek elején Stern Albert újpesti rabbi, kitűnő teológus próbálkozott a szélsőséges reform-irányzattal, de 1884-ben már le kellett mondania rabbiállásáról, mert saját hitközsége is idegenkedett a mozgalomtól.

## Egyéb külső hivatkozás
- http://betorim.hu/kozosseg/rolunk/a-reform-mozgalom/